# Burton upon Trent

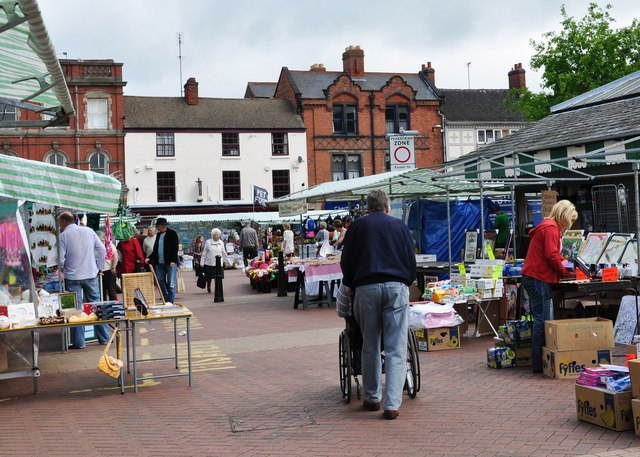
Marktplatz

Burton upon Trent ist eine Stadt am Fluss Trent im Osten der Grafschaft Staffordshire in England. Die Stadt hatte 2011 72.299 Einwohner und ist der Verwaltungssitz des Distrikts East Staffordshire.

## Geschichte
Burton upon Trent entstand aus einer Siedlung um das Kloster St. Modwin. Die zugehörige Kirche wurde während der Reformation zerstört. Bekanntester Abt war Gottfried von Burton, der eine Lebensbeschreibung der Heiligen verfasste, die auch zahlreiche lokale Sagen enthält, wie die über den Teufel von Drakelow, die noch im 16. Jahrhundert zerzählt wurde.
Bekannt wurde die Stadt wegen ihrer Brauereien, die aufgrund der Qualität des dortigen Wassers entstanden. Noch heute ist Burton der Standort mehrerer Brauereien. Ein Nebenprodukt dieser Brauereien ist eine Fabrik, in der Marmite, ein Brotaufstrich aus Bierhefe, hergestellt wird. Das wiederum führte zur Produktion von Bovril, einem gesalzenen Hefeextrakt. Zusammen mit den Brauereien können diese Fabriken der Gegend einen unverwechselbaren Geruch verleihen.
Ab 1712 war der Fluss Trent von dem Nordseehafen Hull bis Burton schiffbar. Das Bier wurde nach Hull verschifft und von dort z. B. ins Baltikum exportiert, aber auch mit Küstenschiffen auf heimischen Märkten in London oder Edinburgh vertrieben. Letztlich fand das Bier aus Burton upon Trent im ganzen Britischen Empire Abnehmer. Mit der Eröffnung des Trent-und-Mersey-Kanals 1777 wurde der Transport nochmals erleichtert und erweitert, verband dieser doch Liverpool an der West- mit Hull an der Nordostküste Englands. Der vergleichsweise langsame Schiffstransport schadete der Bierqualität nicht, auch die Transportkosten waren moderat, denn die Reeder nutzten die schweren Eichenfässer mit Bier gern als Ballastmittel in den untersten Stauräumen unterhalb der Wasserlinie des Schiffs. Dies war wegen der deshalb gleichbleibend kühlen Temperierung auch für das Bier vorteilhaft.
Der Transport auf dem Trent-und-Mersey-Kanal hatte seine Tücken: So lagen die Narrowboats, die kleinen, von Pferden getreidelten Binnenschiffe mit einer Nutzlast von gerade 30 Tonnen, oft im Winter fest, wenn der Kanal z. T. über Wochen zugefroren war. Nach rund 60 Jahren löste ab 1839 die schnellere und zuverlässigere Eisenbahn die Kanalschiffe als Haupttransportmittel ab.
Am 27. November 1944 ereignete sich in der Nähe die Explosion im RAF-Munitionslager Fauld mit 75 Toten.

### Burton Ale
Als ein Schiff, das India Pale Ale (ein speziell für den langen Transport nach Indien gebrautes Bier) geladen hatte, sank und Fässer dieses Bieres angespült wurden, veränderte sich zunächst der lokale Biergeschmack. Zugleich begann damit ein Wandel des englischen Biergeschmacks. Zuvor tranken die Engländer hauptsächlich Stout (bekannteste Marke: Guinness) und Porter – dunkle, durch die Verwendung von gerösteter Gerste würzige Biere. Mit der Fortentwicklung des Pale Ale zu Bitter wurde dieses stark gehopfte helle Bier, das einfacher zu lagern und zu transportieren war, zum bevorzugten Bier.
Burton dominierte den Handel mit dieser Biersorte; zu den besten Zeiten stammte ein Viertel des in Großbritannien getrunkenen Bieres aus der Stadt. 1880 gab es mehr als 30 Brauereien, durch Zusammenschlüsse und Verkäufe sank die Zahl bis 1980 auf drei. Die Kneipenkette Punch Taverns hat seinen Hauptsitz in der Stadt. 1990 entstand der erste Laden der Poundland-Kette in der Stadt.
Weil Burton für sein Bier bekannt war, entstand der euphemistische Spruch Gone for a burton, wenn jemand gestorben war.

## Söhne und Töchter der Stadt
- Sir Oswald Mosley, Bt. (1896–1980), Gründer der British Union of Fascists
- Phil Seamen (1926–1972), Schlagzeuger
- Roger Morgan (1932–2015), Politikwissenschaftler und Hochschullehrer
- Philip Bond (1934–2017), Schauspieler
- Andrew Morgan (* 1934), Skilangläufer
- David Nish (* 1947), Fußballspieler
- Geoff Eley (* 1949), Historiker
- Joe Jackson (* 1954), Musiker
- Mark Holtom (* 1958), Leichtathlet
- Ben Aucott (* 1970), Autorennfahrer
- Paul Williams (* 1971), Fußballspieler und -trainer
- Paddy Considine (* 1973), Schauspieler
- Amanda Milling (* 1975), Politikerin
- Beth Rodford (* 1982), Ruderin
- Peter Hickman (* 1987), Motorradrennfahrer
- Martin Plowman (* 1987), Automobilrennfahrer
- Kane Hemmings (* 1991), Fußballspieler
- Emily Nelson (* 1996), Radsportlerin
- Max Bird (* 2000), Fußballspieler
- Charlie Dean (* 2000), Cricketspielerin

## Städtepartnerschaften
- Lingen (Ems) in Deutschland
- Bielawa in Polen